# Estesàgores
Estesàgores (en llatí Stesagoras, en grec antic Στησαγόρας), fou un tirà grec.
Era fill de Cimó i net d'un altre Estesàgores. Va succeir al seu oncle Milcíades el Vell en la tirania del Quersonès Traci i va continuar la guerra contra la ciutat de Làmpsac que havia començat el seu predecessor.
No gaire temps després de pujar al poder va ser assassinat per un suposat desertor enemic, i com que va morir sense fills el va succeir el seu germà Milcíades el Jove, segons diu Heròdot.